# Mauris Sgaravizzi
 (avril 2014).
Mauris Sgaravizzi, né Maurice Albert Sgaravizzi le 24 janvier 1942 à Nice et mort le 21 juillet 2011 dans la même ville, est un auteur-compositeur-interprète français et occitan. 

## Biographie
Fils d’immigrés italiens, Maurice Sgaravizzi grandit à la Madeleine, quartier populaire de Nice. Sa mère est vannière, les paniers sont destinés au marché aux fleurs. Son père, staffeur, participe aux moulures du Palais de la Méditerranée. À la suite d'un accident de travail il ne peut continuer ce métier et apprend l’horlogerie sur le tas, puis se met à la bijouterie. Il travaille avec son père et continuera la bijouterie jusqu’en 2006, toujours à la Madeleine. 
« Mes parents, mes oncles et tantes parlaient niçois entre eux. Pourtant de la cour d’école au catéchisme c’était interdit. Résultat, ils ne nous ont pas transmis la langue : le niçois était mal vu. C’était la langue de la rue, pas celle de la réussite. Je me souviens de mon père disant à ma mère « li cau parlar frances ! » (« Il faut lui parler français ! »). »
À 14 ans il découvre la guitare et commence la musique. 
À son retour de la guerre d’Algérie, au Festival off d’Avignon, il découvre Claude Marti. En 1971, il met en musique les textes occitans d’un poète niçois, Jean-Luc Sauvaigo, né en 1950. Il participe, avec Alan Pelhon, à la création du Centre Cultural Occitan País Nissart (centre culturel Occitan Pays Niçois), qui ouvre ses portes le 1er juillet 1971. Pelhon et Sauvaigo écrivent les textes, Mauris les chante. 
Dix ans de concerts plus tard, c’est le premier album Viure Drech avec François Vola à la  guitare et arrangements . Deux albums suivent jusqu’à la fin des années 80. C'est un certain Richard Cairaschi qui réalise le graphisme des premières pochettes de ses disques.
Il est décédé le 21 juillet 2011. Ses obsèques ont eu lieu le 27 juillet dans le village de Coaraze dans l’arrière-pays niçois. 
Ses cendres ont été répandues à côté de l’endroit où repose Alan Pelhon.
Quelque temps après sa disparition, en novembre 2012, la Compagnie Gorgomar produit un CD de 20 chansons destinées aux enfants et écrites par Mauris. L'album se nomme Issa Nissa Siam pas de Panissa. Dans la réalisation de ce CD, on retrouve les noms de Jean-Luc Sauvaigo, Richard Cairaschi et Aurélie Peglion (fille d'Alan Pelhon).